# 西兰乡
西兰乡是中国福建省福州市罗源县下辖的一个乡。地处罗源县中部，与县内白塔、飞竹、中房洪洋4个乡镇相邻

## 行政区划
西兰乡下辖以下地区：
西兰村、蒋山村、院前村、后路村、官洋村、垱厝村、许洋村、洋坪村、石别下村、寿桥村、岭头村、下漈村、破石村、甘厝村、上洋村、坑里村和磹石村。